# Owen Moore
Owen Moore (Condado de Meath, Irlanda; 12 de diciembre de 1886-Beverly Hills, California; 9 de junio de 1939) fue un actor irlandés-estadounidense. Junto a sus hermanos Tom y Matt, emigró a los Estados Unidos y los tres tuvieron una carrera de éxitos en la industria cinematográfica en Hollywood, California. Moore hizo 279 películas entre los años 1908 y 1937, posiblemente más que cualquier otro actor.
También tuvo otros dos hermanos, Joe (1895–1926) y Mary (1890–1919).
Trabajando en los Biograph Studios de D.W. Griffith, Owen Moore conoció a una joven actriz canadiense llamada Gladys Smith con quien se casó el 7 de enero de 1911. Al principio mantuvieron en secreto el matrimonio debido a la fuerte oposición de la madre de Gladys. Sin embargo, Gladys Moore pronto sobrepasaría a su marido con su nombre teatral, Mary Pickford. En 1912, él firmó con los Victor Studios, coprotagonizando muchas de sus películas con la actriz y propietaria del estudio Florence Lawrence.
Posteriormente, Mary Pickford dejó los estudios Biograph para unirse a la IMP Co., la cual había perdido a su estrella principal, Florence Lawrence, amiga canadiense de Pickford. Carl Laemmle, propietario de IMP Co., accedió a que su marido firmara también como parte del trato. Esta humillación, así como el salto a la fama de su esposa, afectó drásticamente a Owen Moore, que cayó en el alcoholismo y en una conducta que derivó en violencia contra Pickford. El matrimonio duró poco, y Mary Pickford le dejó por el actor Douglas Fairbanks. 
Owen Moore se casó por segunda vez con otra actriz del cine mudo, Katherine Perry. Aunque Moore era un buen actor, su talento para el canto y la música se desperdició durante la época del cine mudo. Cuando llegó el momento de los musicales del cine sonoro, ya era demasiado tarde para que Moore demostrara sus habilidades.
Owen Moore falleció en Beverly Hills (California) y fue enterrado en el Cementerio Calvary en el Este de Los Ángeles, California.
Se le concedió la estrella número 6743 del Paseo de la Fama de Hollywood, en el 6727 de Hollywood Blvd.

## Filmografía (parcial)
- The Guerilla - (1908)
- The Lonely Villa - (1909)
- Resurrection - (1909)
- Home Sweet Home - (1914)
- Little Meena's Romance - (1916)
- The Blackbird - (1926)
- The Red Mill - (1927)

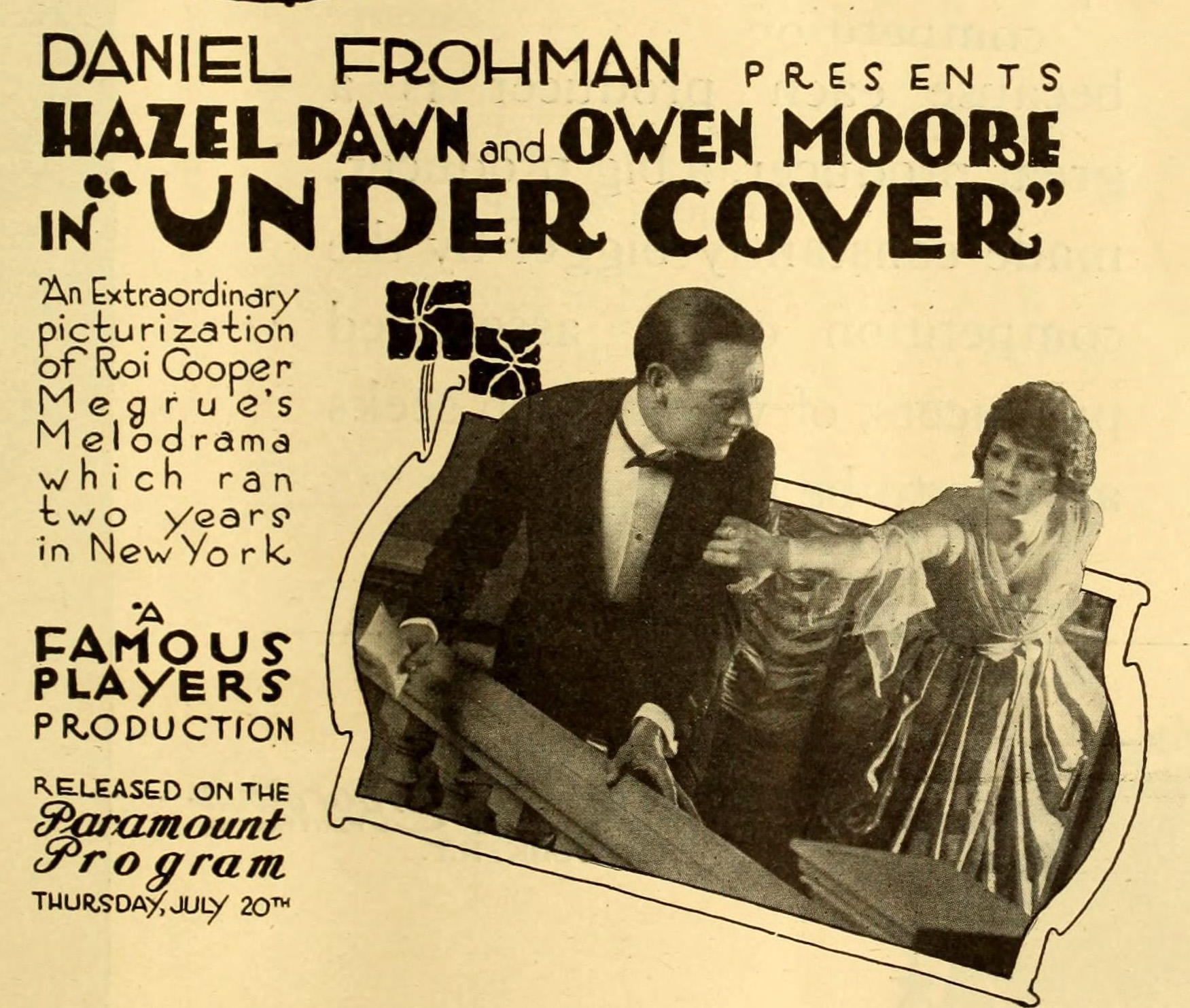
Under Cover (1916)

- The Taxi Dancer (Bailarinas con taxímetro) - (1927)
- High Voltage - (1929)
- Side Street - (1929)
- Chantaje - (Hush Money, 1931)
- As You Desire Me - (1932)
- Lady Lou, nacida para pecar - (She Done Him Wrong, 1933)
- A Man of Sentiment - (1933)
- Ha nacido una estrella / Nace una estrella - (A Star Is Born, 1937)